# Miano (metropolitana di Napoli)
Miano sarà una stazione delle linee 1 e 11 della metropolitana di Napoli.

## Storia
È la prima delle quattro stazioni progettate da Antonio Nanu, la cui costruzione è stata affidata ad EAV, che permetteranno la chiusura dell'anello della linea 1, gestita da ANM, e la prosecuzione della linea 11 verso il centro di Napoli ripercorrendo il tracciato della vecchia Alifana bassa; le altre tre sono, in ordine di successione, Regina Margherita, Secondigliano e Di Vittorio.
Essendo Miano la più vicina delle nuove stazioni all'interscambio tra le due linee, ovvero Piscinola-Scampia, è stata la prima in ordine temporale ad essere costruita. I lavori iniziarono nel 2001 con la costruzione delle rampe di collegamento tra i binari della linea 1, che da Colli Aminei a Piscinola-Scampia si snoda interamente su viadotto, e quelli della linea 11, totalmente interrati, e del tunnel di collegamento tra le due stazioni, all'interno del quale avviene la fusione tra i binari, che passano da quattro indipendenti a due condivisi. Nel 2009 iniziò invece lo scavo del pozzo di stazione.
I lavori si interruppero bruscamente il 2 luglio 2010 a seguito del blocco dei cantieri voluto dalla giunta Caldoro, divenuto presidente di Regione appena tre mesi prima, il 17 aprile. Al momento del blocco, il tunnel dei treni e lo scavo del pozzo di stazione erano già stati completati, mentre era in corso la creazione delle fondamenta in cemento del piano binari. Dopo quasi 7 anni, il 22 aprile 2017, la giunta De Luca e l'EAV riuscirono a risolvere i contenziosi ed a sbloccare i cantieri. Il completamento dei lavori, inizialmente previsto entro il 2020 fu poi ritardato a causa della pandemia di COVID-19. All'ottobre 2023 risultano completate le opere civili e di installazione degli impianti ed è in corso l'installazione delle finiture e la creazione della piazza superficiale, volta a riqualificare la zona circostante.

## Strutture e impianti
Presso l'atrio della stazione sono installate sette opere d’arte contemporanea. La selezione delle opere è affidata a una commissione composta da rappresentanti dell'EAV, della Regione, del progettista, della Soprintendenza ABAP, oltre a due artisti di comprovata fama nominati rispettivamente dal gestore e dalla Regione. Il costo complessivo per l'allestimento artistico è ammontato a 350.000 euro, con un budget medio di circa 50.000 euro per ciascuna opera. Il tema artistico, delle quattro stazioni (Miano, Regina Margherita, Secondigliano e Di Vittorio), è quello degli elementi naturali terra, acqua, aria e fuoco. In particolare, per Miano è stato scelto l'elemento terra, per Regina Margherita l'acqua, per Secondigliano il fuoco e per Di Vittorio l'aria. Il colore principale della stazione è il verde.
Verrà inaugurata una nuova strada che, tramite una rotonda posta sopra al punto d'inizio del tunnel di collegamento tra le stazioni di Piscinola-Scampia e Miano, ricalcherà il vecchio tracciato dell'ex Alifana bassa, collegando l'Asse perimetrale di Melito e via Vecchia Miano, proseguendo come percorso ciclopedonale verso viale Maddalena per poi scavalcare la Calata Capodichino tramite un ponte che andrà a sostituire quello dell'ex Alifana, abbattuto nel 2019 a causa delle condizioni di degrado in cui versava.

## Servizi
La stazione disporrà di:
- Biglietteria
- Scale mobili
- Accessibilità per persone disabili

## Interscambi
- Fermata autobus
- Parcheggio di scambio